# Copainalá
Copainalá là một đô thị thuộc bang Chiapas, México. Năm 2005, dân số của đô thị này là 20257 người.